# Municipalidad de Alajuela
La Municipalidad de Alajuela, es el Gobierno Municipal del cantón de Alajuela, ubicado en la provincia homónima; al cual administra de forma autónoma al Gobierno Central de Costa Rica. Es la segunda municipalidad más grande del país, después de la de San José.
La Municipalidad alajuelense está conformada por el Concejo Municipal, en el cual se consolida el poder legislativo local; y la Alcaldía, que ejerce el poder ejecutivo municipal.
La sede del gobierno local alajuelense se encuentra en el Palacio Municipal de Alajuela, ubicado en el centro de la ciudad. Actualmente su alcalde es Humberto Soto Herrera.

## Historia
La Municipalidad de Alajuela fue fundada en 1813, tras la independencia  de Costa Rica de España, cuando Alajuela fue establecida como Villa. 
En 1813, en seguimiento a lo establecido en la constitución promulgada en Cádiz, España, en el año 1812, el Ayuntamiento de San José pasó a ser una institución de elección popular. Este hecho marcó un hito importante en la historia de la democracia costarricense, ya que fue la primera vez que los ciudadanos tuvieron derecho a elegir a sus representantes municipales.
Al igual que el resto de municipalidades del país, la de Alajuela estuvo regida por las Ordenanzas Municipales de 1867, hasta la promulgación del Código Municipal en 1998.
La Municipalidad de Alajuela es responsable de una amplia gama de servicios públicos, incluyendo:
- Limpieza y recolección de basura
- Alumbrado público
- Construcción y mantenimiento de calles y carreteras
- Parques y jardines
- Agua potable
- Alcantarillado
- Recolección de aguas residuales
- Seguridad ciudadana

## Administración
La Municipalidad de Alajuela está administrada por dos órganos principales, el Consejo Municipal; como poder legislativo; y la Alcaldía; como poder ejecutivo. Sus funciones tienen total autonomía con respecto al Gobierno Central de Costa Rica.
La Alcaldía
Ver También: Anexo:Alcaldes de Alajuela
La Municipalidad de Alajuela está presidida por el alcalde, quien es el funcionario de más alto rango en el gobierno municipal y cuyo período dura cuatro años.
Entre sus responsabilidades principales están:
- Ser el representante legal de la municipalidad.
- Establecer y ejecutar las políticas públicas del cantón
- Tiene a cargo la administración general del gobierno local y vigilar que se cumplan los acuerdos del Concejo.

Los alcaldes comenzaron a ser elegidos por votación popular a partir de la reforma al Código Municipal de 1998.
El Consejo Municipal
Ver también: Concejo Municipal de Alajuela
El Concejo Municipal es la rama legislativa de la municipalidad. Está compuesto por 14 regidores propietarios, con derecho a voz y voto y por 14 regidores suplentes, 14 síndicos propietarios, 14 suplentes y el alcalde; estos con derecho a voz pero sin voto.
Está presidido por un Presidente Municipal, electo entre los regidores propietarios. Es el encargado de tomar los acuerdos y de aprobar o improbar las distintas propuestas y solicitudes presentadas ante la municipalidad. Sus acuerdos son vinculantes, aunque se encuentran sujetos al poder de veto del alcalde.
Actualmente su presidente es Randall Eduardo Barquero Piedra, del Partido Liberación Nacional.